# Tipula (Microtipula) anomalina
Tipula (Microtipula) anomalina is een tweevleugelige uit de familie langpootmuggen (Tipulidae). De soort komt voor in het Neotropisch gebied.